# Rozumakove, Romnî
Rozumakove (în ucraineană Розумакове) este un sat în comuna Pohoja Krînîțea din raionul Romnî, regiunea Sumî, Ucraina.

## Demografie
Componența lingvistică a localității Rozumakove
     Ucraineană (100%)
Conform recensământului din 2001, toată populația localității Rozumakove era vorbitoare de ucraineană (100%).